# Sander Westerveld
Pour les articles homonymes, voir Westerveld.
Sander Westerveld est un footballeur puis entraîneur néerlandais né le 23 octobre 1974 à Enschede. Il évolue au poste de gardien de but du milieu des années 1990 au début des années 2010.
Il signe en août 2011 en Afrique du Sud au sein de la formation de l'Ajax Cape Town où il termine sa carrière de joueur en juin 2013. Il devient ensuite entraîneur des gardiens de but du club.

## Palmarès
- 6 sélections et 0 but avec l'équipe des Pays-Bas entre 1999 et 2001
- Vainqueur de la Coupe de l'UEFA en 2001 avec Liverpool
- Vainqueur de la Coupe d'Angleterre (FA Cup) en 2001 avec Liverpool
- Vainqueur de la League Cup en 2001 avec Liverpool
- Vainqueur du Charity Shield en 2001 avec Liverpool
- Vainqueur de la Supercoupe de l'UEFA en 2001 avec Liverpool